# Specjalna Strefa Ekonomiczna Euro-Park Mielec

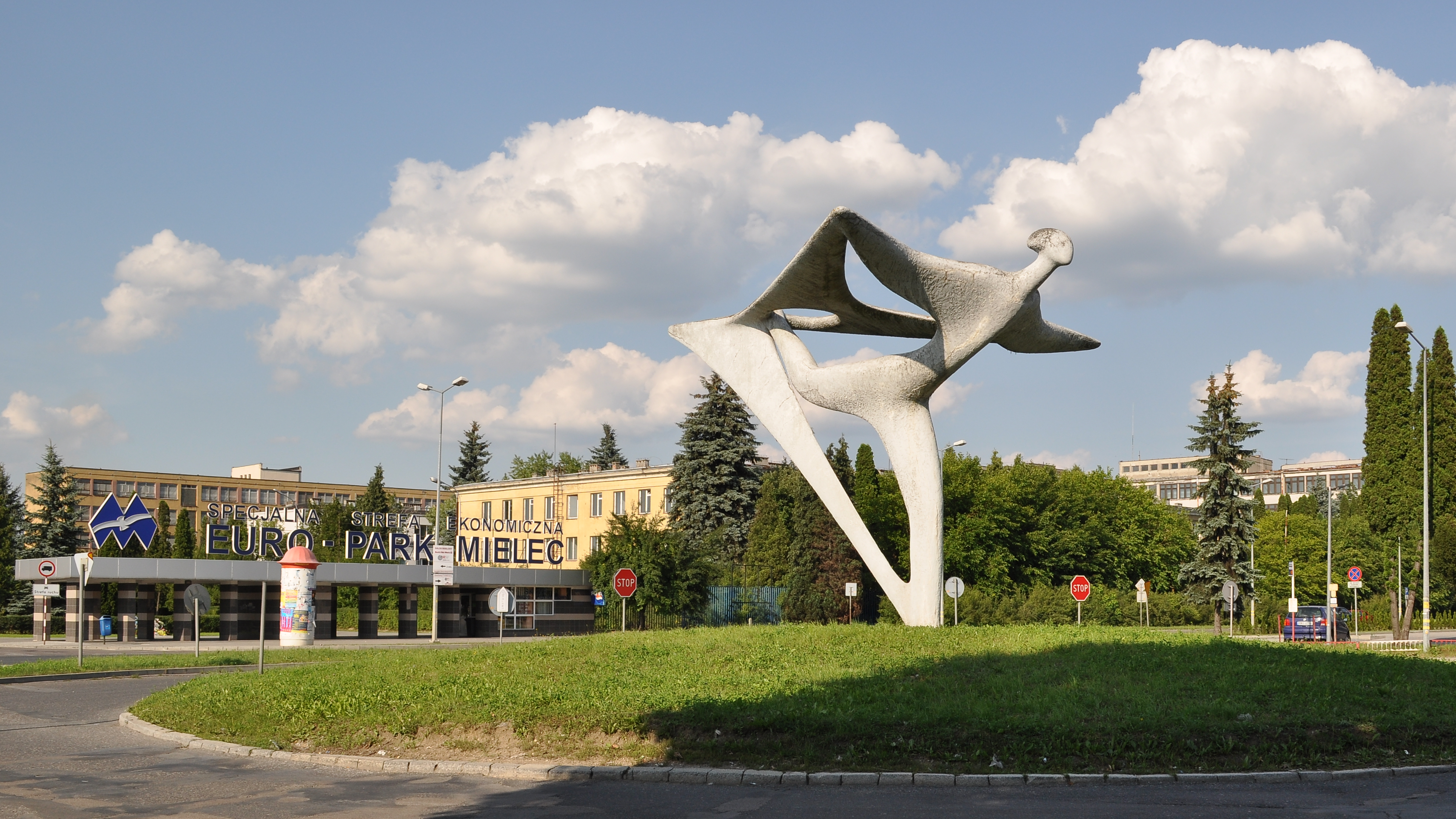
Rzeźba "Lot" stojąca przed główną bramą strefy

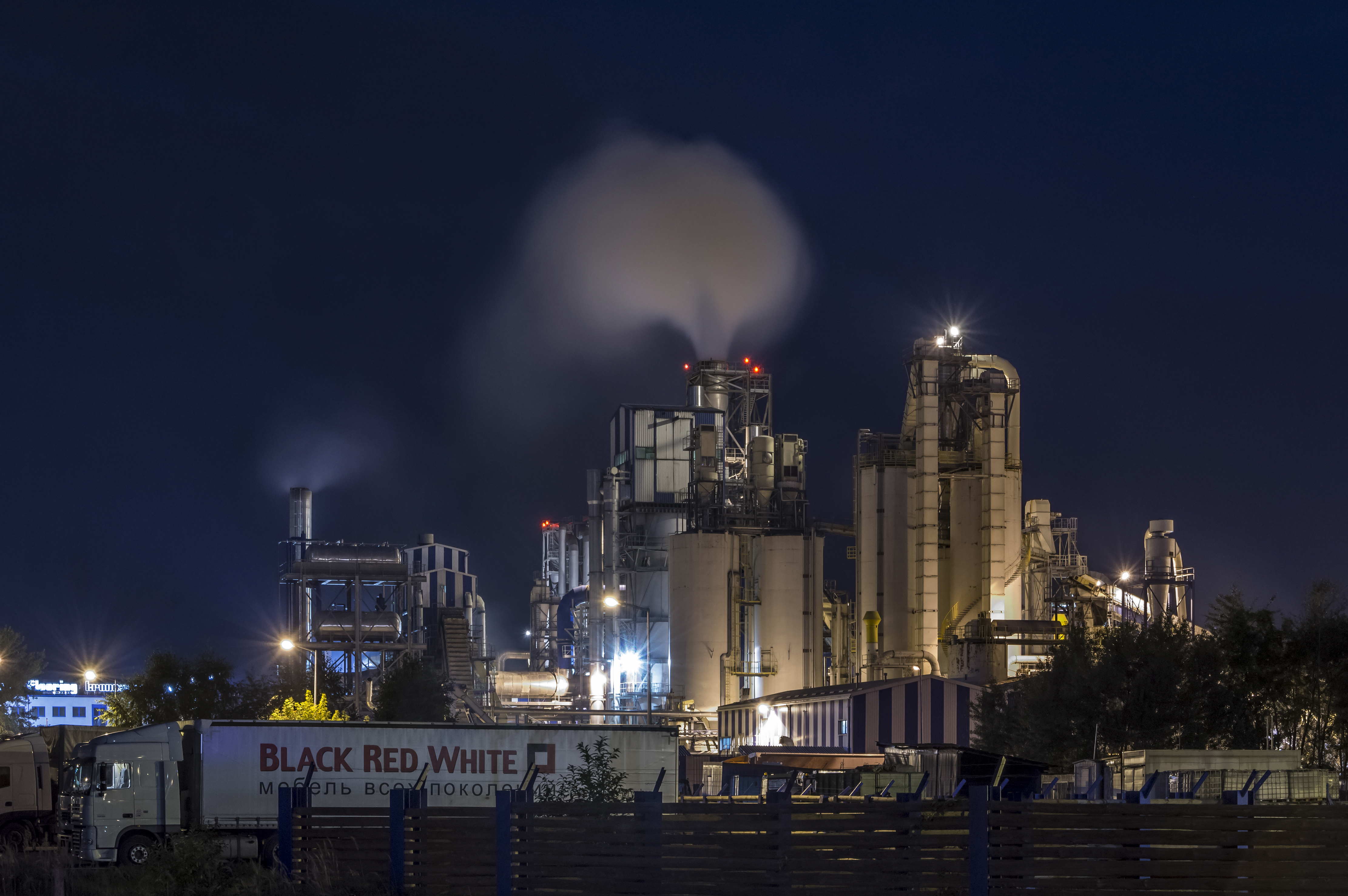
Kronospan Mielec Sp. z o.o.

Specjalna Strefa Ekonomiczna Euro-Park Mielec – najstarsza specjalna strefa ekonomiczna w Polsce, powstała w 1995 r. Obejmuje grunty o powierzchni 1362,9864 ha, w województwach: lubelskim, małopolskim, podkarpackim, śląskim i zachodniopomorskim. Zarządzającym strefą jest Agencja Rozwoju Przemysłu SA.
Grunty strefy są położone na terenach:
- miast: Chełm, Częstochowa, Dębica, Gorlice, Jarosław, Krosno, Leżajsk, Lubaczów, Lubartów, Lublin, Łańcut, Mielec, Radzyń Podlaski, Rzeszów, Sanok, Szczecin, Zamość oraz
- gmin: Dębica, Głogów Małopolski, Jarosław, Kolbuszowa, Leżajsk, Ostrów, Radymno, Ropczyce, Sędziszów Małopolski, Trzebownisko i Zagórz.

Przedsiębiorcom prowadzącym działalność gospodarczą na terenie strefy na podstawie zezwolenia, przysługuje zwolnienie z podatku dochodowego z tytułu: określonych w zezwoleniu wydatków inwestycyjnych i określonego w zezwoleniu poziomu zatrudnienia (od 25% do 50% kosztów kwalifikowanych).
Według obowiązującego rozporządzenia Rady Ministrów strefa ma działać do 31 grudnia 2026 r.

## Historia
W 1995 r. rząd Józefa Oleksego ustanowił pierwszą w Polsce specjalną strefę ekonomiczną. Początkowo obejmowała obszar o powierzchni 574,8580 ha. Miała działać do 2015 r. Użytkownikami strefy były 4 wytwórnie PZL-Mielec, elektrociepłownia PZL-Mielec oraz fabryka samochodów Gepard. Od początku zarządzana była przez Agencję Rozwoju Przemysłu SA.
W 2007 r. rząd Jarosława Kaczyńskiego przedłużył działanie strefy o 5 lat do końca 2020 r. W 2013 r. drugi rząd Donalda Tuska przedłużył działanie strefy o 6 lat do 2026 r.

## Inwestycje
Inwestycje w SSE do końca 2004 roku wynosiły ponad 2,1 mld złotych. Na terenie SSE Euro-Park Mielec działalność gospodarczą prowadzi około 120 firm, które zatrudniają 13 400 osób, czyli prawie 19% mieszkańców miasta. Około 70% z nich (9166 miejsc) stanowią pracownicy zatrudnieni na nowych miejscach pracy, które zostały utworzone przez inwestorów strefowych. Również 70% z zaangażowanego kapitału pochodzi z zagranicy. Na terenie SSE znajduje się lotnisko zdolne przyjąć duże samoloty transportowe i pasażerskie. SSE znacznie podniosło atrakcyjność inwestycyjną Mielca i regionu. Utworzenie strefy pozwoliło na przełamanie tradycyjnej monokultury przemysłowej. Nowe miejsca pracy obejmowały różne dziedziny, takie jak: usługi geodezyjne, projektowe i budowlane, transport, szkolnictwo, telekomunikacja, usługi informatyczne, bankowość turystyka i gastronomia oraz ochrona środowiska. W 2013 roku wydano 25 zezwoleń na 713 mln zł inwestycji i ponad 100 miejsce pracy.  

### Najważniejsi inwestorzy
Lista inwestorów:
- Black Red White Sp. z o.o.
- Bury Sp. z o.o.
- Kirchhoff Polska Sp. z o.o.
- Kronospan Mielec Sp. z o.o.
- Lear Corporation Poland Sp. z o.o.
- Onduline Sp. z o.o.
- Polskie Zakłady Lotnicze Sp. z o.o.

## Podstrefy
Główny obszar SSE EURO-PARK Mielec ulokowany jest w Mielcu na terenach należących uprzednio do Wytwórni Sprzętu Komunikacyjnego "PZL-Mielec". Ponadto SSE EURO-PARK Mielec podlegają tzw. obszary przemysłowe, zlokalizowane głównie w południowo-wschodniej Polsce.
| Województwo        | Nazwa podstrefy                | Powierzchnia [ha] | Liczba kompleksów | Gminy lokalizacji                  |
| ------------------ | ------------------------------ | ----------------- | ----------------- | ---------------------------------- |
| podkarpackie       | Podstrefa Mielec               | 605,6522          | 5                 | Mielec                             |
| małopolskie        | Podstrefa Gorlice              | 21,0903           | 1                 | Gorlice                            |
| podkarpackie       | Podstrefa Dębica               | 59,3702           | 4                 | Dębica, Dębica (gmina wiejska)     |
| podkarpackie       | Podstrefa Sanok                | 4,2097            | 2                 | Sanok                              |
| podkarpackie       | Podstrefa Zagórz               | 11,2531           | 2                 | Zagórz                             |
| podkarpackie       | Podstrefa Leżajsk              | 26,5376           | 3                 | Leżajsk, Leżajsk (gmina wiejska)   |
| podkarpackie       | Podstrefa Jarosław             | 14,5173           | 3                 | Jarosław, Jarosław (gmina wiejska) |
| podkarpackie       | Podstrefa Głogów Małopolski    | 48,6789           | 3                 | Głogów Małopolski                  |
| podkarpackie       | Podstrefa Lubaczów             | 35,2930           | 3                 | Lubaczów                           |
| podkarpackie       | Podstrefa Trzebownisko         | 94,6362           | 3                 | Trzebownisko                       |
| podkarpackie       | Podstrefa Ropczyce             | 20,5395           | 2                 | Ostrów, Ropczyce                   |
| lubelskie          | Podstrefa Lublin               | 118,0765          | 4                 | Lublin                             |
| podkarpackie       | Podstrefa Kolbuszowa           | 7,9945            | 2                 | Kolbuszowa                         |
| lubelskie          | Podstrefa Radzyń Podlaski      | 1,7486            | 1                 | Radzyń Podlaski                    |
| lubelskie          | Podstrefa Zamość               | 53,5277           | 3                 | Zamość                             |
| podkarpackie       | Podstrefa Rzeszów              | 34,9582           | 3                 | Rzeszów                            |
| zachodniopomorskie | Podstrefa Szczecin             | 93,8439           | 8                 | Szczecin                           |
| lubelskie          | Podstrefa Lubartów             | 19,776            | 2                 | Lubartów                           |
| podkarpackie       | Podstrefa Krosno               | 35,7131           | 2                 | Krosno                             |
| podkarpackie       | Podstrefa Łańcut               | 8,7853            | 3                 | Łańcut                             |
| podkarpackie       | Podstrefa Radymno              | 6,35              | 1                 | Radymno (gmina wiejska)            |
| podkarpackie       | Podstrefa Sędziszów Małopolski | 6,5428            | 1                 | Sędziszów Małopolski               |
| lubelskie          | Podstrefa Chełm                | 6,2172            | 1                 | Chełm                              |
| śląskie            | Podstrefa Częstochowa          | 34,4172           | 1                 | Częstochowa                        |